# FormGen
FormGen Corporation était une entreprise américaine fondée en 1987 qui exerçait son activité dans le domaine du développement et la commercialisation de logiciels et de jeux vidéo. En 1996, FormGen est racheté par GT Interactive Software

## Description
FormGen est fondé en 1987 par Randy MacLean et Robert Van Rycke à Bolton en Ontario au Canada. L'activité de l'entreprise est la production et l'édition de logiciels. FormGen distribue ses logiciels de génération de formulaire de texte via les magasins Radio Shack au Canada.
Van Rycke quitte l’entreprise en octobre 1988, puis est remplacé par James Perkins. L’entreprise croît rapidement quand elle passe un accord avec id Software pour distribuer ses jeux, tels Commander Keen, Doom, Rise of the Triad, et avec 3D Realms Entertainment pour Duke Nukem 3D. FormGen déménage ses bureaux à Scottsdale en 1992.
FormGen Inc. est impliqué dans une décision de justice concernant un procès au sujet de propriété intellectuelle avec Micro Star (Micro Star v. FormGen Inc. (en)). FormGen prétextait que les ventes de la compilation de Micro Star Nuke It, qui rassemble des cartes de niveaux créées par des joueurs, violait les droits d'auteur de Duke Nukem 3D. FormGen gagne le procès.
FormGen est racheté en juillet 1996 par GT Interactive Software pour 1 million de dollars en actions, par le biais du rachat de Candel.
Certains employés débauchés lors du rachat de l’entreprise fondent ionos.

## Liste de jeux vidéo
- Alien Carnage
- Black Knight: Marine Strike Fighter
- Blake Stone: Aliens of Gold
- Blake Stone: Planet Strike!
- Commander Keen: Aliens Ate My Babysitter!
- Cosmo's Cosmic Adventure: Forbidden Planet
- Crystal Caves
- Disciples of Steel
- Duke Nukem 3D
- Extreme Rise of the Triad
- Major Stryker
- Mimi & The Mites
- Mission 2: Return to Danger - Accessory Mission...
- Paganitzu
- Rise of the Triad: Dark War
- Space Dude
- Spear of Destiny
- Spear of Destiny Mission Disks: Mission 3 - Ultimate Challenge
- Spear of Destiny Super CD Pack
- Terminal Velocity
- Terrace
- Wacky Wheels
- Word Rescue
- Xenophage: Alien Bloodsport